# Orphiker

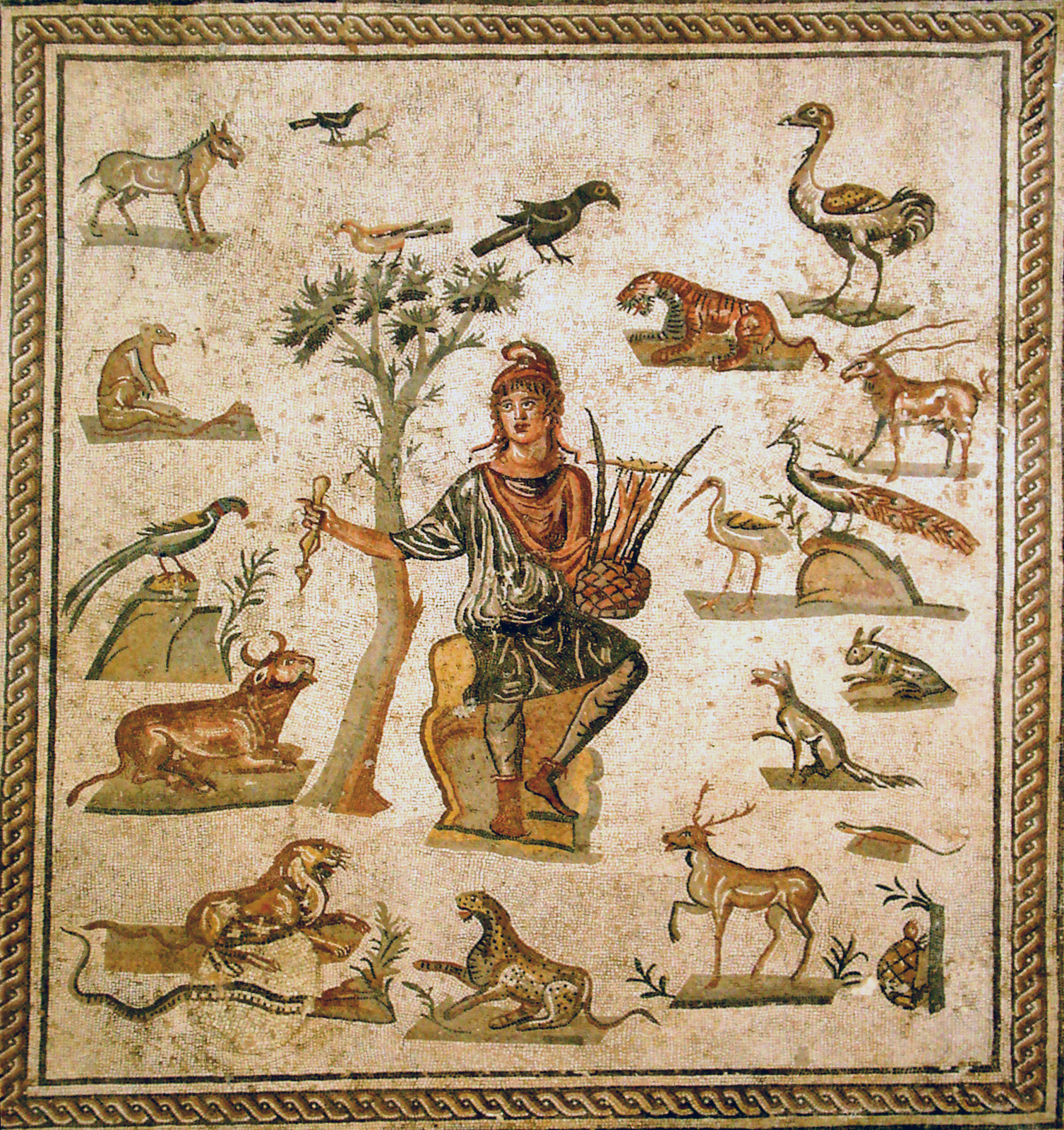
Orpheus von Tieren umgeben. Römisches Mosaik des dritten Jahrhunderts (Palermo, Archäologisches Regionalmuseum)

Die Orphiker (altgriechisch Ὀρφικοί Orphikoí) waren eine religiöse Strömung der Antike, die sich ab dem 6./5. Jahrhundert v. Chr. oder schon früher in Griechenland, im griechisch besiedelten Süditalien und an der nördlichen Schwarzmeerküste ausbreitete. Sie beriefen sich auf den mythischen Sänger und Dichter Orpheus, in dem sie den Urheber ihrer Lehren und den Autor maßgeblicher orphischer Texte sahen. Ihr Bestreben war die Vorbereitung auf das von ihnen erwartete Fortleben der Seele nach dem Tod des Körpers. Bei der Orphik handelte es sich aber nicht um eine einheitliche Religionsgemeinschaft mit einer in sich geschlossenen Lehre, sondern um eine Vielzahl von autonomen Gruppen.

## Entstehung und Frühzeit
Die Orphik stammte vermutlich aus Thrakien, das als Heimat des Orpheus galt und von den Griechen als Barbarenland betrachtet wurde. Sie verbreitete sich in Griechenland – mit Schwerpunkten in Nordgriechenland und auf Kreta –, in den von griechischen Siedlern kolonisierten Gebieten Süditaliens und an der griechisch besiedelten Schwarzmeerküste. Eindeutig bezeugt ist orphisches Gedankengut erst im 5. Jahrhundert v. Chr., doch können die Anfänge viel früher liegen.
Die in der Forschung diskutierten Erklärungsansätze für die Entstehung und frühe Entwicklung sind spekulativ. Unklar ist insbesondere das Verhältnis der Orphik zu verwandten Phänomenen innerhalb der griechischen Religion wie dem Pythagoreismus, den eleusinischen Mysterien, verschiedenen Erscheinungsformen des Dionysos-Kults und der religiösen Philosophie des Vorsokratikers Empedokles. Im 5. Jahrhundert v. Chr. berichtete Herodot vom Verbot der Beisetzung in wollener Kleidung, einer Begräbnisvorschrift, die bakchisch (dionysisch) und orphisch genannt werde. Empedokles, der ebenfalls im 5. Jahrhundert lebte, scheint sich als Orphiker betrachtet zu haben; einer Forschungshypothese zufolge ging er in seiner Dichtung nicht nur inhaltlich von orphischen Ideen aus, sondern lehnte sich auch formal an ein orphisches Vorbild an. Manche Ziele und Überzeugungen teilten die Orphiker mit den Pythagoreern, einer religiösen Gemeinschaft, die Pythagoras im 6. Jahrhundert v. Chr. in Süditalien gegründet hatte. Der Schriftsteller und Dichter Ion von Chios (5. Jahrhundert v. Chr.) behauptet, Pythagoras habe Gedichte, die er selbst schrieb, als Werke des Orpheus ausgegeben. Nach späteren Berichten gehörten in Italien lebende Pythagoreer zu den Autoren orphischen Schrifttums. Gegenseitige Beeinflussung von Orphikern und Pythagoreern ist wohl anzunehmen. Entsprechende Hypothesen werden in der Forschung seit langem erörtert, doch erlaubt die ungünstige Quellenlage keine gesicherten Aussagen darüber, denn eindeutige Belege fehlen. Jedenfalls lassen die vorliegenden Berichte erkennen, dass die frühen Orphiker eine Protest- und Reformbewegung waren, die sich elitär von der Volksreligion abgrenzte und daher von ihrer Umwelt skeptisch betrachtet wurde. Im Gegensatz zu den Pythagoreern sind bei den Orphikern keine politischen Zielsetzungen erkennbar.
Orpheus, der angebliche Urheber der Orphik, wurde schon im 6. Jahrhundert v. Chr. zu den Argonauten gezählt, also eine Generation vor dem Trojanischen Krieg datiert. Ob es für diese mythische Gestalt ein reales historisches Vorbild gab und ob die Orpheus-Sage einen historischen Kern hat, ist unbekannt. In der Forschung gehen die Meinungen darüber auseinander.

## Orphische Schriften
Die reichhaltige Buchproduktion der Orphik, die schon für das 5. Jahrhundert v. Chr. bezeugt ist, hielt bis in die Spätantike an. Charakteristisch für die Orphiker ist einerseits ihre hohe Wertschätzung ihrer Bücher und andererseits der Umstand, dass sie ihre Lehrtexte anscheinend nicht in einer bestimmten Fassung dauerhaft als verbindlich fixierten, sondern immer wieder neu formulierten und auslegten. Es handelt sich hauptsächlich um mythische Schilderungen der Weltentstehung (Kosmogonie) und Hymnen.
Die orphische Dichtung, das Schrifttum der Orphiker in Versform, als dessen Autor gewöhnlich Orpheus selbst galt, ist größtenteils verloren. Eine Anzahl von Gedichten liegt vollständig vor, ein anderer Teil der orphischen Dichtung ist nur bruchstückhaft erhalten oder aus Inhaltsangaben bekannt, von manchen Werken sind nur die Titel überliefert. Die Suda, eine byzantinische Enzyklopädie, nennt eine Reihe von Titeln. Diese Liste stammt wohl aus einer verlorenen, in der Epoche des Hellenismus von dem Grammatiker Epigenes verfassten Abhandlung über die orphischen Dichtungen. Das Versmaß der orphischen Dichtung ist immer der Hexameter.
Vollständig erhalten ist eine Sammlung von orphischen Hymnen. Es handelt sich um 87 Gedichte, deren Umfang zwischen sechs und dreißig Versen schwankt. Darin verherrlicht Orpheus als fiktiver Verfasser die von den Orphikern verehrten Gottheiten. Vermutlich wurden diese Dichtungen im 2. Jahrhundert für eine kleinasiatische Kultgemeinschaft geschaffen, vielleicht mit Verwertung älteren Materials.
Nur fragmentarisch überliefert oder aus Inhaltszusammenfassungen bekannt sind folgende Dichtungen:
- die alte orphische „Theogonie“, ein Gedicht, das die Entstehung des Kosmos, der Götter und der Menschen behandelt. Der Peripatetiker Eudemos von Rhodos, der im 4. Jahrhundert v. Chr. lebte, soll eine Inhaltswiedergabe verfasst haben. Auf ihn beruft sich der spätantike neuplatonische Philosoph Damaskios, der mehrere Varianten des Mythos skizziert.[10]
- Die „Heiligen Reden (hieroí lógoi) in 24 Rhapsodien“. Sie schildern ebenfalls die mythische Urgeschichte des Kosmos. Erhalten sind 176 Fragmente. Die Datierungsansätze für die Gestalt des Textes, aus der die überlieferten Bruchstücke stammen, schwanken zwischen dem späten 2. Jahrhundert v. Chr. und dem 2. Jahrhundert n. Chr. Die verlorene Urfassung dürfte in der Frühzeit der Orphik entstanden sein.
- Nur aus Zitaten bekannt sind ein Hymnus an Zeus, den der Neuplatoniker Porphyrios zitiert, und einer an Dionysos, auf den der spätantike Gelehrte Macrobius in seinen „Saturnalien“ wiederholt Bezug nimmt. Im 2. Jahrhundert berichtete der Schriftsteller Pausanias von hymnischen Gesängen, die Orpheus verfasst habe und die von den Lykomiden, den Angehörigen eines athenischen Priestergeschlechts, bei ihren Kulthandlungen gesungen würden. Pausanias meinte, die Hymnen des Orpheus würden an Schönheit nur von denen Homers übertroffen.[11]
- die „orphischen Argonautika“ (Orphéōs Argōnautiká „Die Argonautenfahrt des Orpheus“), ein spätantikes Gedicht von 1376 Hexametern. In dieser Version der Argonautensage erzählt Orpheus vom Argonautenzug. Dabei spielt er selbst eine maßgebliche Rolle in der Heldenschar, die auf dem Schiff Argo eine abenteuerliche Fahrt unternimmt, um das Goldene Vlies zu erbeuten. Zwar steht Orpheus schon in hohem Alter, doch ohne ihn könnte das Vorhaben nicht gelingen. Die Argonauten brechen von ihrer griechischen Heimat aus auf und fahren zunächst nach Kolchis an der Ostküste des Schwarzen Meeres, wo sie sich das Vlies aneignen. Auf der Rückfahrt gelangen sie über den Fluss Tanaïs (Don) in den äußersten Norden des eurasischen Festlands. Dort erreichen sie den Okeanos, den Strom, der die bewohnte Welt ringförmig umfließt. Darauf wenden sie sich nach Westen und umschiffen erst Nord- und dann Westeuropa; der Heimweg führt durch die Straße von Gibraltar.

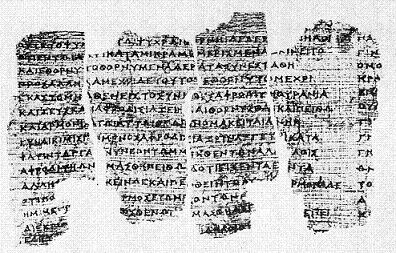
Stücke des Derveni-Papyrus

Der Derveni-Papyrus, eine 1962 in der Grabstätte A der Derveni-Gräber bei Thessaloniki aufgefundene Schriftrolle, enthält Fragmente eines Kommentars zu einer ansonsten unbekannten Version des orphischen Schöpfungsmythos, aus welcher der Kommentator einzelne Verse zitiert, die er allegorisch auslegt. In dieser Version spielt Zeus als Schöpfer die Hauptrolle. Der Kommentator distanziert sich nachdrücklich von einem aus seiner Sicht verfehlten vordergründigen, buchstäblichen Textverständnis. Der Papyrus wurde im 4. Jahrhundert v. Chr. beschriftet, der Kommentar stammt aus dem späten 5. oder frühen 4. Jahrhundert v. Chr. und das kommentierte Gedicht dürfte noch wesentlich älter sein.
Zu den verlorenen Schriften zählen die „Orakel“ (chrēsmoí), die „Weihen“ (teletaí), die „Mischkrüge“ (kratḗres), der „Mantel“ (péplos), das „Netz“ (díktyon), die „Physik“ (physiká, über Kosmologie) und die „Sternkunde“ (astrologiká).

## Lehren
Das Interesse der Orphiker richtete sich in erster Linie auf die Entstehung des Kosmos, der Götterwelt und der Menschheit und auf das Schicksal der Seele nach dem Tod. Ihre mythische und poetische Denk- und Ausdrucksweise bewirkte, dass ihre Lehren nicht in klarer, verbindlicher Form fixiert und dogmatisiert wurden, sondern einen fluktuierenden Charakter behielten und unterschiedlich interpretierbar waren.

### Kosmologie
Die orphische Kosmogonie (Weltentstehungslehre) macht in ihrer ältesten bekannten Version, die Eudemos von Rhodos aufzeichnete, die Nacht zum Anfang aller Dinge. Der Schöpfungsvorgang erstreckt sich nach der alten orphischen Dichtung über sechs Generationen, wie aus einem Zitat bei Platon hervorgeht, wonach Orpheus „die Ordnung des Gesangs“ mit dem sechsten Geschlecht enden lässt.
Eine Gruppe anderer Versionen bietet verschiedene Varianten einer abweichenden Überlieferung des Mythos. Eine davon ist die von Damaskios wiedergegebene Fassung aus den „Heiligen Reden in 24 Rhapsodien“, daher spricht man von der „rhapsodischen Kosmogonie“ der Orphiker. In diesem Überlieferungszweig erscheint die Zeit (Chronos) als das Prinzip, das den Ursprung von allem bildet. Chronos bringt zunächst zwei Prinzipien hervor, Aither und Chaos. Die zweite Phase der kosmischen Geschichte beginnt mit der Entstehung des silbrig glänzenden Welteis, das Chronos im Aither erschafft. Aus dem Weltei wird der geflügelte Lichtgott Phanes geboren. Phanes ist eine Hauptgottheit der Orphiker, außerhalb orphischer Kreise scheint er nicht verehrt worden zu sein. Er wird in der spätantiken, vielleicht auch schon in der frühen Orphik mit Eros gleichgesetzt. Seine Gefährtin ist Nyx, die Nacht; ihr vertraut er sein Szepter an. Nyx gebiert den Gott Uranos, der als nächster die Welt regiert. Dies ist die dritte Phase. Uranos wird von seinem Sohn Kronos gestürzt; dieser Machtwechsel leitet die vierte Phase ein. Auf Kronos folgt Zeus, dessen Regierung die fünfte Phase bildet. Zeus verschlingt Phanes, womit er sich dessen gesamte Kraft und Macht aneignet. Mit seiner Mutter zeugt er die Tochter Persephone, mit Persephone den Sohn Dionysos. Später überlässt Zeus die Herrschaft dem noch kindlichen Dionysos, womit die sechste Phase beginnt. Gegen Dionysos stachelt Hera, die eifersüchtige Gattin des Zeus, die Titanen auf. Die Titanen locken Dionysos in eine Falle, töten und zerstückeln ihn. Dann kochen sie seinen Leichnam und beginnen ihn zu verzehren, wodurch sie etwas von seinem Wesen in sich aufnehmen. Zeus überrascht die Mörder jedoch und verbrennt sie mit seinem Blitz zu Asche. Aus der Asche, in der Titanisches mit Dionysischem gemischt ist, steigt Rauch auf und es bildet sich Ruß; daraus erschafft Zeus das Menschengeschlecht. Damit erklärt eine Variante des Mythos die Ambivalenz der menschlichen Natur, die zwei gegensätzliche Tendenzen aufweist: einerseits einen zerstörerischen, titanischen Zug, der zur Rebellion gegen die göttliche Ordnung anstachelt, andererseits aber auch ein dionysisches Element, das zum Göttlichen hinführt. Apollon sammelt die Stücke von Dionysos’ Leichnam ein, Athene bringt sein intaktes Herz zu Zeus, der nunmehr den Ermordeten zu neuem Leben erweckt.
Eine weitere Version gibt Damaskios mit Berufung auf zwei Autoren namens Hieronymos und Hellanikos wieder. Ihr zufolge gab es anfangs zwei Prinzipien, das Wasser als Prinzip der Zerstreuung und die Erde als Prinzip der Zusammenfügung. Aus ihnen ist als drittes Prinzip ein Drache hervorgegangen, der zugleich den Namen des nicht alternden Chronos (Zeit) und des Herakles trägt. Dieses Wesen trägt Flügel auf den Schultern und ist dreiköpfig; neben einem Stier- und einem Löwenkopf hat es in der Mitte einen göttlichen. Seine Gefährtin ist Ananke, die weltumfassende Notwendigkeit. Chronos ist der Vater von Aither und Chaos. Später erzeugt Chronos aus Aither, Chaos und Erebos (der Finsternis) das Weltei. Nach einer anderen Variante dieser Version des Mythos, die der christliche Apologet Athenagoras von Athen überliefert, war das Wasser das alleinige Urprinzip; aus ihm bildete sich das Erdelement als Schlamm. Nach Athenagoras’ Darstellung spaltete sich das Weltei in zwei Teile; aus dem oberen entstand der Himmel, aus dem unteren die Erde.

### Seelenlehre
Schon in den homerischen Epen ist die Auffassung anzutreffen, im menschlichen und tierischen Dasein gebe es ein belebendes Prinzip, dessen Anwesenheit Voraussetzung des Lebens sei und das den Tod des Körpers überdauere. Nach den bei Homer überlieferten Vorstellungen trennt sich diese Instanz, die „Seele“ (griechisch psychḗ), beim Tod vom Körper und begibt sich als dessen schattenhaftes Abbild in die Unterwelt. Der Dichter geht davon aus, dass das nachtodliche Dasein der Seele unerfreulich ist; er lässt sie ihr Schicksal beklagen.
Die Orphiker teilten die herkömmliche Überzeugung, dass es eine Seele gibt, die den Körper belebt und nicht mit ihm stirbt, sondern den Leichnam verlässt. Dieses Konzept verbanden sie mit der Vorstellung der Seelenwanderung, die besagt, dass die Seele nacheinander in verschiedene Körper eingeht und so eine Mehrzahl von Leben durchmacht. Indem die Orphiker der Seele ein eigenständiges Dasein schon vor der Entstehung des Körpers zusprachen, gaben sie die Annahme einer natürlichen Bindung der Seele an einen bestimmten Körper auf. Dadurch erhielt die Seele eine zuvor unbekannte Autonomie. Ihre Verbindung mit einem Körper erschien nicht mehr als Erfordernis ihrer Natur, sondern als bloße Episode in ihrem Dasein. Sie galt nun nicht nur als unsterblich, sondern ihre Existenz wurde auf eine von der vergänglichen Körperwelt gänzlich unabhängige Basis gestellt. Damit wurde ihr eine naturgegebene göttliche oder gottähnliche Beschaffenheit und entsprechende ursprüngliche Freiheit zugeschrieben.
Mit diesen Annahmen über die Natur der Seele kontrastiert ihr irdisches Dasein, ihre Verbindung mit dem vergänglichen Körper, in den sie nach der orphischen Lehre von außen eintritt. Dadurch kommt sie mit Leid und Sterblichkeit in Berührung und muss entsprechende Erfahrungen machen. Eine solche Daseinsweise entspricht aus orphischer Sicht nicht der natürlichen Bestimmung der Seele, sondern ist nur ein von den Göttern gewollter vorübergehender Zustand. Daher bezeichneten die Orphiker, wie Platon bezeugt, den Körper als Gefängnis der in ihm eingekerkerten Seele.
Nach der Auffassung der Orphiker kann die Seele nach dem Tod des Körpers, den sie bewohnt hat, nicht einfach in ihre jenseitige Heimat zurückkehren, vielmehr muss sie sich erneut mit einem Körper verbinden. So kommt es zum Kreislauf aufeinander folgender Leben und Tode, der Seelenwanderung. Die Ursache dafür sind Vergehen, die gebüßt werden müssen, was dazu führt, dass die Seele sich gezwungen sieht, im Kreislauf zu verbleiben. Worin die Vergehen bestehen, geht aus den spärlichen Angaben der Quellen nicht klar hervor. Jedenfalls muss der orphischen Weltanschauung zufolge dieser Zustand nicht ewig dauern. Vielmehr kann die Seele die Körperwelt endgültig verlassen, wenn sie einen bestimmten Erlösungsweg beschreitet. Das Ziel ist ein dauerhaftes glückseliges Dasein in ihrer Heimat, dem Jenseits. Das entspricht ihrer eigentlichen, ursprünglichen Natur, die göttlich oder gottähnlich ist. Die Orphiker glaubten, dass die Seele erlöst werden kann, und vertraten damit ein grundsätzlich optimistisches Weltbild, das sich fundamental von der traditionellen, prinzipiell pessimistischen Sichtweise der Griechen unterscheidet, wie sie sich in der homerischen Dichtung spiegelt.
Die erforderliche Belehrung darüber, wie man sich aus dem Elend des irdischen Daseins befreit, verdankt die Menschheit nach der orphischen Lehre Orpheus. Er ist der Sage zufolge in die Unterwelt hinabgestiegen, um im dortigen Totenreich seine verstorbene Gattin Eurydike zu finden und sie in die Welt der Lebenden zurückzuführen. Tatsächlich erhielt er von den dortigen Göttern die Erlaubnis, sie mitzunehmen, doch missglückte der gemeinsame Aufstieg, Eurydike musste den Rückweg antreten. Immerhin hatte Orpheus als Lebender das Totenreich betreten und war von dort zurückgekehrt. Dadurch wurde er aus der Sicht der Orphiker zu einer Autorität, die über die Totenwelt Auskunft erteilen kann und über religiöses Wissen verfügt, das eine Erlösung der Seele ermöglicht. So fiel ihm in der Orphik die Rolle des Religionsstifters zu.

## Lebensweise

### Gemeinschaftsbildung
Das Ausmaß der Institutionalisierung der Orphik – man spricht auch von „Orphismus“ – als Religion ist in der Forschung umstritten. Die „minimalistische“ Interpretation der Quellen (Ulrich von Wilamowitz-Moellendorff, Ivan M. Linforth, Martin L. West u. a.) besagt, dass es eine orphische Religion als gemeinsamen Glauben einer Gemeinschaft mit Kult und entsprechenden Riten nie gegeben habe. Daher könne man nicht von „Orphikern“ im Sinne einer Anhängerschaft einer bestimmten Religion sprechen, sondern dieser Begriff solle nur zur Bezeichnung der Autoren orphischer Schriften verwendet werden. Eine neuere Variante des minimalistischen Ansatzes besagt, Orphik sei nichts als „die Mode, sich auf Orpheus zu berufen“. Die gegenteilige Position findet in neueren Funden Anhaltspunkte. Sie lautet, dass die Orphik durchaus durch ein bestimmtes Weltbild gekennzeichnet ist und dass sich Gemeinschaften von Orphikern organisierten, die sich mit Berufung auf Orpheus gemeinsam rituellen Praktiken widmeten, die ihnen zu einem besseren Dasein nach dem Tode verhelfen sollten. Als plausibel gilt heute die Annahme, dass es zwar keine einheitliche Religion gab, aber lokale Zusammenschlüsse von Personen, die einen Kernbestand von religiösen Überzeugungen teilten.
Einige Indizien sprechen dafür, dass die Orphik vor allem in der Oberschicht Fuß fassen konnte und dass der Frauenanteil hoch war.

### Verhaltensregeln
Die Pythagoreer waren für ihre besondere, strikt eingehaltene Lebensweise bekannt, zu deren Merkmalen insbesondere Ernährungsregeln und ethische Grundsätze gehörten. Platon bezeugt, dass es auch orphische Lebensregeln gab; er erwähnt eine Vergangenheit, in der diese Regeln allgemein befolgt worden seien. Zu den Normen gehörte ebenso wie bei den Pythagoreern – zumindest deren engerem Kreis – auch bei den Orphikern ein ethisch motivierter Vegetarismus, der mit der Seelenwanderungslehre und der dadurch bedingten höheren Einschätzung des Werts tierischen Lebens zusammenhing. Aus dem toten Tierkörper gewonnene Nahrung war ebenso verpönt wie die in der griechischen Volksreligion üblichen Tieropfer. Blutige Opfer und Fleischverzehr führten zum Verlust der rituellen Reinheit. Inwieweit die Orphiker über das allgemeine Verbot des Blutvergießens hinaus bestimmten ethischen Normen folgten und dies als notwendige Voraussetzung der angestrebten Erlösung betrachteten, ist weitgehend unbekannt. Ihre Einschränkungen der Ernährung basierten nicht nur auf dem Tötungsverbot, sondern auch auf ihrer Kosmogonie; das von Plutarch überlieferte Verbot des Essens von Eiern hing mit der mythischen Weltei-Vorstellung zusammen. Allerdings galt das erst spät bezeugte Eier-Tabu in der Frühzeit möglicherweise noch nicht. Ein allgemeines Alkoholverbot bestand zumindest in der Frühzeit nicht.
Unklar ist, inwieweit die Mitgliedschaft in einer Orphikergemeinschaft als Voraussetzung für das Beschreiten eines orphischen Erlösungswegs betrachtet wurde. Jedenfalls galt die rituelle Reinigung als unerlässliche Bedingung für die Erlösung der Seele. Bei den wandernden Orphikern, die gegen Bezahlung jedem Reinigung anboten, handelte es sich wohl um eine Verfallserscheinung der orphischen Bewegung.

### Archäologischer Befund

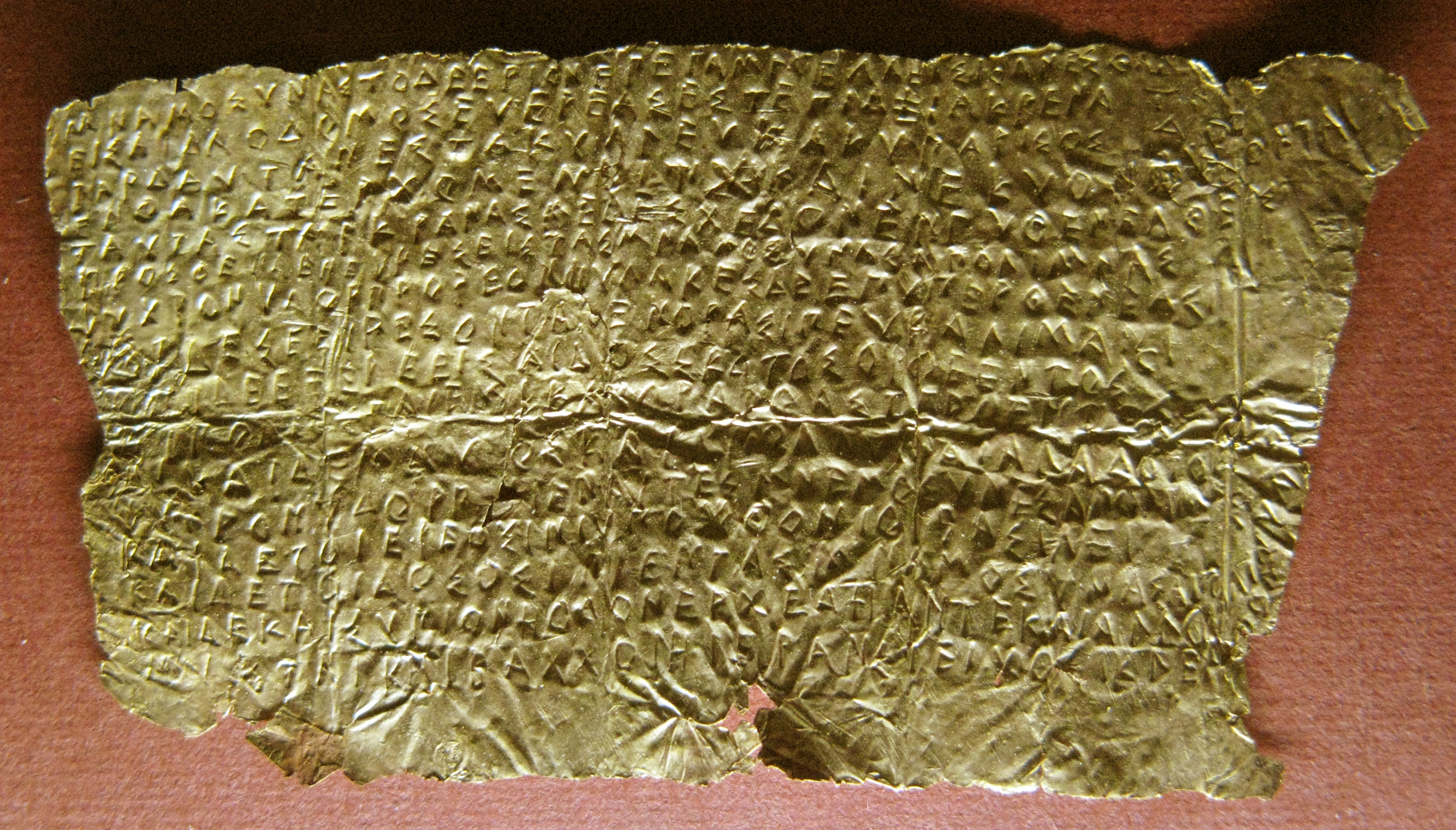
Goldblättchen aus Hipponion in Kalabrien mit Anweisungen für eine Verstorbene

Mit der Orphik wird in der modernen Forschung ein Brauch beim Begräbnis in Verbindung gebracht. Den Toten wurden beschriftete Goldblättchen oder Knochenplättchen ins Grab mitgegeben. Diese Sitte ist vom 5./4. Jahrhundert v. Chr. bis zum 3. Jahrhundert n. Chr. archäologisch bezeugt; die meisten Texte stammen aus dem 4. Jahrhundert v. Chr. Bei den Goldblättchen handelt es sich um dünne Folien, die in der Forschungsliteratur seit 1915 als Lamellae Orphicae bezeichnet werden. Die Beschriftungen sind griechische Texte mit Auskünften, Parolen und teils detaillierten Anweisungen, die der Seele des Toten in ihrer nachtodlichen Existenz Orientierung bieten und zu göttlicher Gnade verhelfen sollten. Die pauschale Bestreitung eines orphischen Hintergrunds (Ulrich von Wilamowitz-Moellendorff u. a.) hat sich als falsch erwiesen, aber auch eine undifferenzierte Zuordnung der Funde zur orphischen Strömung ist auf Widerspruch gestoßen. Nach dem heutigen Forschungsstand gilt die Hypothese, es handle sich um orphische Texte, als relativ plausibel. Ob das Gedankengut ursprünglich nur aus der Orphik stammte und inwieweit sich Einflüsse verschiedener religiöser Strömungen vermischt haben, ist unklar. Einige Funde lassen erkennen, dass manche Blättchen in den Zusammenhang eines Dionysos-Mysterienkults gehören. Offenbar hatten die Verstorbenen einer Kultgemeinschaft von Verehrern des Gottes Bakchos (Dionysos) angehört.
In einem Teil der Texte tritt der Verstorbene als Sprecher auf. Er wendet sich an die Götter und drückt seinen Wunsch aus, künftig im Reich der Unsterblichen bleiben zu dürfen. In anderen Texten ist der Verstorbene der Angesprochene. Er erhält Anweisungen für seinen Weg oder wird glücklich gepriesen (Seligpreisung, makarismós), da sein Tod als Mensch ihm eine Neugeburt als göttliches Wesen ermöglicht hat. Aussagen und Hinweise wie „Leben – Tod – Leben“ oder „Jetzt bist du gestorben und jetzt geworden, dreifach Seliger, an diesem Tag“ stellen den Tod als Durchgang zu neuem Leben dar. Feststellungen wie „Gott wirst du sein anstelle eines Sterblichen“ oder die an die unsterblichen Götter gerichteten Worte „Ja, auch ich rühme mich, von eurem seligen Geschlecht zu sein“ zeugen vom Optimismus und Selbstbewusstsein der Texturheber, die die gereinigte Seele für göttergleich hielten.
Einen Sonderfall bildet ein 1978 veröffentlichter Fund aus Olbia an der Nordküste des Schwarzen Meeres. Hier handelt es sich nicht um ein Grab, sondern um Täfelchen (Knochenplättchen), die anscheinend einem kultischen Zweck dienten. Im Text wird durch den Begriff „Orphiker“ ein Bezug zur Orphik ausdrücklich hergestellt, woraus die Existenz einer Orphikergemeinschaft in Olbia gefolgert werden kann. Dieser Fund ist der älteste archäologische Beleg für orphische Aktivität; die Plättchen stammen aus dem 5. Jahrhundert v. Chr.

## Rezeption

### Einschätzungen bei antiken Dichtern und Philosophen
Die ältesten überlieferten Darstellungen von Verhaltensweisen der Orphiker durch Außenstehende lassen Geringschätzung erkennen. Es handelt sich um zwei Stellen bei Euripides und Platon, die zugleich die frühesten Belege für die Existenz orphischen Schrifttums sind. In Euripides’ Tragödie Der bekränzte Hippolytos, die 428 v. Chr. aufgeführt wurde, wirft Theseus seinem Sohn Hippolytos vor, ein Heuchler zu sein, der sich etwas auf seinen Vegetarismus einbilde, den Eingeweihten und Auserwählten der Götter spiele und im Dienst des Orpheus den „Rauch vieler Schriften“ ehre. Im 4. Jahrhundert v. Chr. schilderte Platon das Treiben von Scharlatanen, die Mengen von Büchern zur Hand hatten, die sie Orpheus und dem mythischen Dichter Musaios zuschrieben. Darin waren ihre Opferriten und Weihen dargelegt. Gegen Bezahlung boten sie den Reichen ihre Dienste an und es gelang ihnen sogar, ganze Städte zu überzeugen. Sie rühmten sich ihrer besonderen Beziehung zu den Göttern und ihrer magischen Fähigkeiten und behaupteten, durch die von ihnen propagierten rituellen Handlungen könne man Entsühnung für begangene Verbrechen erlangen. Damit befreie man sich von den drohenden Übeln des Jenseits. Sogar bereits Verstorbenen könne man auf diesem Weg Verschonung von den Strafen für ihre Missetaten verschaffen. Wer aber diese Gelegenheit nicht nutze, dem stehe nach dem Tod Schreckliches bevor. Aus Platons drastischer Beschreibung solcher Machenschaften ist aber nicht zu folgern, dass er die gesamte Orphik verwarf. Vielmehr verarbeitete er orphisches Gedankengut für seine Zwecke und nutzte es in abgewandelter Form zur Illustration oder Abstützung seiner philosophischen Ausführungen.
Anscheinend hat der Dichter Aristophanes in seiner 414 v. Chr. aufgeführten Komödie Die Vögel, in der er den Vögelchor einen Weltentstehungsmythos vortragen lässt, auf die orphische Kosmogonie angespielt. Mit seinen Versen parodierte er damals bereits geläufige mythische Vorstellungen, deren Bekanntheit bei einem breiten Publikum er offenbar voraussetzte. Dabei vermischte Aristophanes wohl die hesiodische mit der orphischen Kosmogonie.
Im 4. Jahrhundert v. Chr. brachte der athenische Geschichtsschreiber Androtion das Argument vor, die „orphischen“ Schriften könnten nicht authentisch sein, denn Orpheus sei als thrakischer Barbar nicht alphabetisiert gewesen. Auch Aristoteles hielt die Orpheus zugeschriebenen Schriften für unecht; er meinte sogar, wie Cicero bezeugt, der mythische Dichter und Sänger habe nie gelebt, er sei eine erfundene Gestalt. Die orphische Seelenlehre lehnte Aristoteles ab.
Der Geschichtsschreiber Diodor (1. Jahrhundert v. Chr.) teilt eine Überlieferung mit, der zufolge Orpheus in Ägypten war und dort sein religiöses Wissen erwarb; dann habe er die ägyptische Tradition nach Griechenland verpflanzt.
In der römischen Kaiserzeit vertrat der Mittelplatoniker Plutarch eine philosophisch-theologische Auslegung der orphischen Texte, die sich weit von deren buchstäblichem Sinn entfernt. Die Neigung zu solcher Interpretation verstärkte sich später noch im Neuplatonismus, wo Orpheus in erster Linie als Theologe betrachtet wurde. Die spätantiken Neuplatoniker kannten und schätzten die „Heiligen Reden in 24 Rhapsodien“. Iamblichos stellte in seiner Schrift „Über das pythagoreische Leben“ fest, Pythagoras habe sein theologisches Wissen von den Orphikern bezogen. Syrianos schrieb eine Abhandlung „Über die Theologie des Orpheus“ und eine Darlegung der Übereinstimmung von Orpheus, Pythagoras und Platon hinsichtlich der Orakel in zehn Büchern. Syrianos’ berühmter Schüler Proklos setzte sich mit den Ausführungen seines Lehrers über die Orphik auseinander und verfasste Aufzeichnungen darüber. Er führte alles theologische Wissen der Griechen letztlich auf Orpheus zurück und praktizierte selbst orphische Reinigungsriten. Damaskios, der letzte Leiter der neuplatonischen Philosophenschule in Athen, bezeichnete die „Heiligen Reden“ als die zu seiner Zeit geläufige Fassung der orphischen Schöpfungsgeschichte. Er bemühte sich um die Harmonisierung der orphischen und der neuplatonischen Kosmologie.

### Rituelle Praktiken in der römischen Kaiserzeit
Spuren ritueller Praktiken, die mehr oder weniger deutlich an die orphische Tradition anknüpften, liegen für die römische Kaiserzeit vor. Hierzu gehören Hinweise in erzählenden Quellen, vor allem der Bericht des Pausanias über hymnische, angeblich von Orpheus verfasste Gesänge der athenischen Priester aus dem Geschlecht der Lykomiden, die bei deren Kulthandlungen gesungen würden. Die Lykomiden waren für das Gaia-Heiligtum in Phlya zuständig. Hinzu kommen epigraphische und papyrologische Quellen. Epigraphisches Material stammt aus Kleinasien, papyrologisches aus Ägypten; in Griechenland ist nur eine einzige möglicherweise relevante Inschrift gefunden worden. Die Auswertung ist schwierig, da oft unklar ist, ob die Angaben nur ein Fortleben orphischen Gedankenguts in gebildeten Kreisen bezeugen oder auf eine tatsächliche orphische oder orphisch beeinflusste Kultpraxis deuten. Die Echtheit der Orpheus zugeschriebenen Gedichte war umstritten; anscheinend waren die Lykomiden der Meinung, nur die von ihnen gesungenen Hymnen seien authentisch. In Rom wurde orphischer Kult stets als fremdländisch empfunden. Deutlich erkennbar ist eine Wiederbelebung des Interesses an orphischer Religiosität im Römischen Reich ab dem 2. Jahrhundert.

### Judentum
Ab der hellenistischen Zeit wurde der Orpheus-Mythos von hellenisierten jüdischen Kreisen aufgegriffen und in das jüdische religiöse Weltbild integriert. Dabei erscheint Orpheus als frommer monotheistischer Weiser. Für die Existenz einer Orphikerbewegung innerhalb des Judentums gibt es aber keinen Beleg.
Der in Alexandria lebende jüdische Schriftsteller Artapanos (3./2. Jahrhundert v. Chr.) identifizierte den mythischen Dichter Musaios, den die Orphiker als Autorität betrachteten, mit Mose und stellte Orpheus als dessen Schüler dar. Ein unbekannter jüdischer Autor der hellenistischen Zeit, der in der Forschung als „Pseudo-Orpheus“ bezeichnet wird und wohl ebenfalls in Alexandria tätig war, verfasste ein Gedicht in Hexametern, das unter dem – nicht authentischen – Titel „Testament des Orpheus“ (diathḗkai „Testamente“) bekannt ist. Formal ahmte er eine orphische „Heilige Rede“ nach; inwieweit er auch orphisches Gedankengut übernahm, ist nicht deutlich zu erkennen. Orpheus, dem er den Text in den Mund legt, bekennt sich in diesen Versen zum Monotheismus; er bereut den Irrtum seines früheren Polytheismus und belehrt Musaios, der hier als sein Sohn und Schüler erscheint, über die Kosmologie. Das Gedicht fand viel Beachtung, es galt bei jüdischen und christlichen Autoren allgemein als authentisches Werk des Orpheus. Schon im 2. Jahrhundert v. Chr. wurde es von dem jüdischen Philosophen Aristobulos herangezogen, der nachweisen wollte, dass Orpheus ebenso wie Pythagoras, Sokrates und Platon wesentliche Lehren von Mose übernommen habe.

### Christentum
Eine Beeinflussung des entstehenden Christentums durch die Orphik im 1. Jahrhundert gilt seit der wegweisenden Untersuchung dieser Frage, die André Boulanger 1925 veröffentlichte, nicht als plausibel. Im Neuen Testament findet sich nur eine Stelle, die möglicherweise einen Anklang an eine orphische Formel zeigt: „Ich bin (…) der Erste und der Letzte“ (Offenbarung des Johannes 22,13). Ab dem 2. Jahrhundert kommen in der christlichen Literatur einzelne Vorstellungen orphischen Ursprungs vor.
Die Einschätzung des Orpheus und der Orphik bei den antiken christlichen Schriftstellern fiel zwiespältig aus. Die polytheistische orphische Mythologie wurde scharf zurückgewiesen und Orpheus auch ausdrücklich als Betrüger dargestellt. Andererseits meinten manche Kirchenväter, einzelne Aspekte des Orpheus-Mythos und Stellen im orphischen Schrifttum seien für die christliche Apologetik verwertbar. Dazu gehörte vor allem die jüdische Legende von der Bekehrung des Orpheus zum Monotheismus, die bei christlichen Autoren Glauben fand. Besonders Clemens von Alexandria nutzte die Legende; er zitierte Pseudo-Orpheus und wies auf die angebliche Konversion des berühmten griechischen Weisen hin.
Gegen Ende des 4. Jahrhunderts, als das Römische Reich bereits christianisiert war, gehörte „Orpheus“ ebenso wie Homer zu den Autoren, deren Werke Schullektüre waren.
Im Mittelalter fand zwar die Gestalt des Orpheus in der lateinischsprachigen Gelehrtenwelt Beachtung, aber die orphische Literatur war im Westen verschollen.

### Frühe Neuzeit
Im 15. Jahrhundert gelangten Handschriften der orphischen Hymnen in den Westen, 1500 wurde in Florenz die Erstausgabe der Hymnen und der orphischen Argonautika gedruckt. 1561 fertigte Joseph Justus Scaliger eine lateinische Übersetzung der Hymnen an.
Im Renaissance-Humanismus wurde Orpheus, der als historische Gestalt galt, im Sinne der neuplatonischen Tradition zusammen mit Platon, Pythagoras und anderen zu den weisen Menschheitslehrern und Religionsstiftern gezählt. Er galt als prominenter Vertreter der „altehrwürdigen Theologie“ (prisca theologia). Damit griffen die Humanisten einen Kerngedanken der orphischen Tradition auf. In diesem Sinne äußerte sich insbesondere Marsilio Ficino, für den Orpheus ein göttlich inspirierter Dichter war. Er legte die orphischen Hymnen, an deren Echtheit er nicht zweifelte, nicht nur aus, sondern pflegte sie auch zu singen. Der Philosoph Giovanni Pico della Mirandola stellte in seiner berühmten Rede De hominis dignitate fest, in den orphischen Hymnen sei ein göttliches Geheimnis verborgen, eine Lehre, die Orpheus in verhüllter Form dargeboten habe, wie es die Sitte der „altehrwürdigen Theologen“ gewesen sei; ihm – Pico – sei es gelungen, den verschleierten philosophischen Sinn zu entdecken.
Im 18. Jahrhundert lagen Berichte über den asiatischen Schamanismus vor, der nun mit Orpheus und dem orphischen Impuls in der griechischen Kulturgeschichte in Verbindung gebracht wurde. Johann Gottfried Herder hielt Orpheus, den er sehr bewunderte, für einen Schamanen und schrieb ihm eine maßgebliche Rolle bei der Ausformung der griechischen Zivilisation zu. In der Encyclopédie schilderte Louis de Jaucourt 1765 die orphische Lebensweise in dem ihr gewidmeten Artikel sehr positiv. Er kennzeichnete sie als tugendhaft und religiös und beschrieb Orpheus, der die Orphik begründet habe, als den ersten Weisen und als Reformator, der die Wilden zivilisiert habe. Verbreitet war im 18. und noch im frühen 19. Jahrhundert die schon von antiken Autoren geäußerte Meinung, Orpheus sei der Gründer der eleusinischen Mysterien gewesen.

### Moderne
In der französischen Literatur der Romantik, insbesondere der Dichtung, machten sich Vorstellungen und Bestrebungen bemerkbar, die in der Forschungsliteratur als „Orphismus“ (orphisme) bezeichnet worden sind. Dazu gehört eine metaphysische Deutung der Welt, die als Rätsel und Geheimnis aufgefasst wird, dessen Enträtselung dem Dichter obliegt. Dabei erscheint Orpheus als Prototyp des spirituell orientierten, inspirierten Dichters, der zugleich auch Seher und Wahrheitsverkünder ist.
In der modernen Forschung kam es zu starken Schwankungen in der Einschätzung der Orphik. Hinsichtlich ihrer Relevanz im Rahmen der griechischen Kulturgeschichte und ihrer Fassbarkeit als abgrenzbares und beschreibbares Phänomen gingen die Meinungen im Verlauf der Forschungsgeschichte weit auseinander. Friedrich Creuzer hielt Orpheus für eine historische Gestalt. Er wies 1812 in seiner Untersuchung Symbolik und Mythologie der alten Völker Orpheus und der Orphik eine wichtige Rolle bei der Formung der frühgriechischen Kultur zu. Dagegen wandte sich Christian August Lobeck, der in seinem 1829 veröffentlichten Aglaophamus eine kritische Sichtung des Quellenmaterials vornahm. Im späten 19. und frühen 20. Jahrhundert stufte eine starke Forschungsrichtung (Erwin Rohde, Albrecht Dieterich, Otto Kern) die Orphik als eigenständige Religionsform mit deutlichen Konturen ein und betonte deren Gegensatz zur griechischen Volksreligion. Rohde unterschied scharf zwischen einer authentischen griechischen Religion ohne Erlösungsverheißung und der Erlösungsreligion der Orphiker, die orientalischen Ursprungs und ihrer Natur nach ungriechisch sei; sie habe in der griechischen Kultur einen Fremdkörper gebildet.
Gegen eine Überschätzung der Bedeutung der Orphik in der griechischen Kulturgeschichte wandten sich die „Minimalisten“ (Skeptiker). Unter ihnen war im frühen 20. Jahrhundert Ulrich von Wilamowitz-Moellendorff der prominenteste. Weitere Vertreter dieser Richtung waren André-Jean Festugière, Ivan M. Linforth und Eric Robertson Dodds. Hinter den Debatten der Gelehrten des 19. und frühen 20. Jahrhunderts stand die allgemeine, damals kontrovers diskutierte Frage, wie „rational“ die „klassische“ griechische Kultur war und wie bedeutsam orientalische Einflüsse waren. Eine wichtige Rolle spielte auch die stark umstrittene, brisante Frage, ob bzw. inwieweit das Christentum als Erlösungsreligion „heidnische“ Vorläufer hatte, zu denen manche Forscher – darunter Eduard Zeller, Ernst Maass und Robert Eisler – die Orphik zählten. Extreme und besonders einflussreiche Varianten der Parallelisierung von Orphik und Christentum vertraten Salomon Reinach und Vittorio Macchioro, die eine Vorbildfunktion der Orphik für das christliche Erlösungskonzept annahmen. Auch Nietzsche sah in der Orphik einen Vorläufer des Christentums und wertete sie aus diesem Grund als Dekadenzphänomen in der griechischen Religionsgeschichte. Die Betrachtung der Orphik unter diesem Gesichtspunkt führte zu einer verzerrten Perspektive und zu Vorstellungen von einer einheitlichen kirchenartigen Struktur der orphischen Bewegung mit Gemeinden, Dogmen und gemeinsamen Riten.
In der neueren Forschung dominieren gemäßigte Varianten der „maximalistischen“ Auffassung, deren Vertreter die kulturgeschichtliche Relevanz und Definierbarkeit der Orphik bejahen. Alberto Bernabé, der 2004–2007 die jetzt maßgebliche Edition der orphischen Fragmente publiziert hat, gilt als „Maximalist“. Ein profilierter Wortführer der Skeptiker ist Radcliffe G. Edmonds III. Angesichts der Komplexität der nur zu einem kleinen Teil durchschaubaren Zusammenhänge und Beeinflussungen wird konstatiert, dass sich die Orphik nicht sauber von anderen, verwandten Strömungen abgrenzen lässt.

## Ausgaben und Übersetzungen
- Alberto Bernabé (Hrsg.): Poetae epici Graeci. Testimonia et fragmenta. 2. Teil: Orphicorum et Orphicis similium testimonia et fragmenta. 3 Bände. Saur, München 2004–2007 (maßgebliche kritische Ausgabe)
- Alberto Bernabé, Ana Isabel Jiménez San Cristóbal (Hrsg.): Instructions for the Netherworld. The Orphic Gold Tablets. Brill, Leiden 2008, ISBN 978-90-04-16371-3 (kritische Ausgabe mit englischer Übersetzung und Kommentar)
- Angelo Tonelli: Eleusis e Orfismo: I Misteri e la tradizione iniziatica greca. Feltrinelli, 2015, ISBN 978-8807901645
- Marie-Christine Fayant (Hrsg.): Hymnes orphiques. Les Belles Lettres, Paris 2014, ISBN 978-2-251-00593-5 (kritische Edition mit französischer Übersetzung)
- Carl R. Holladay (Hrsg.): Fragments from Hellenistic Jewish Authors. Band 4: Orphica. Scholars Press, Atlanta (Georgia) 1996, ISBN 0-7885-0143-7 (kritische Ausgabe mit englischer Übersetzung und Kommentar)
- Mirjam E. Kotwick, Richard Janko (Hrsg.): Der Papyrus von Derveni. De Gruyter, Berlin/Boston 2017, ISBN 978-3-11-041473-8 (altgriechischer Text mit deutscher Übersetzung, Einleitung und ausführlichem Kommentar)
- Theokritos Kouremenos u. a. (Hrsg.): The Derveni Papyrus. Olschki, Firenze 2006, ISBN 88-222-5567-4 (kritische Edition mit englischer Übersetzung und Kommentar)
- Joseph O. Plassmann: Orpheus. Altgriechische Mysterien. 2. Auflage. Diederichs, München 1992, ISBN 3-424-00740-4 (Übersetzung orphischer Hymnen)
- Francis Vian (Hrsg.): Les Argonautiques orphiques. Les Belles Lettres, Paris 1987, ISBN 2-251-00389-4 (kritische Edition mit französischer Übersetzung)
- Markus W. BENEŠ (Hrsg.): Lithika: Altgriechisch und Deutsch (Steinklassiker) [Über die Steine, De lapidibus]. Nornenthal, Wien 2023, ISBN 979-8377441144 (altgriechischer Text mit deutscher Übersetzung)